# 1711-es busz
Az 1711-es jelzésű autóbusz egy országos autóbuszjárat Ajka és Győr között melyet a MÁV Személyszállítási Zrt. lát el.

## Közlekedése
Útvonalának hossza 87,9 km, menetideje 125 perc.
Munkanapokon és szabadnapokon egy járat szállítja az utasokat.

## Megállóhelyei
| Győr, autóbusz-állomás végállomás  | 33 | 1, 1A, 1B, 2, 2B, 10, 16, 27, 32, 34, 36, 900 1268, 1507, 1592, 1620, 1631, 1707, 1708, 1709, 1710, 1714, 1715, 1717, 1721, 1794, 1822, 1826, 1850 7002, 7003, 7004, 7005, 7007, 7008, 7010, 7012, 7013, 7014, 7020, 7021, 7022, 7023, 7024, 7025, 7030, 7031, 7032, 7033, 7034, 7035, 7037, 7038, 7040, 7041, 7042, 7043, 7044, 7046, 7049, 7050, 7051, 7052, 7054, 7055, 7056, 7057, 7058, 7059, 7060, 7061, 7063, 7065, 7068, 7069, 7070, 7071, 7072, 7073, 7074, 7075, 7077, 7079, 7080, 7082, 7083, 7084, 7085, 7086, 7087, 7088, 7090, 7091, 7098, 7099, 7212, 7914 S10, G10, gyorsított személyvonat, személyvonat, sebesvonat, EuroRegio, Tanúhegy sebesvonat, Helikon InterRégió, InterRégió, Arrabona InterCity, Tűztorony, Ikva, Lővér, Kékfrankos, Magnet Bank, Scarbantia, Soproni Közgáz InterCity, Savaria InterCity, Mura nemzetközi InterCity, Dráva nemzetközi InterCity, RegioJet, Railjet Xpress, Kálmán Imre EuroNight, Csárdás, Lehár, Liszt Ferenc és Semmelweis EuroCity, Hortobágy EuroCity, Transilvania-Szamos EuroCity, Dacia-Corvin nemzetközi gyorsvonat |
| Győr, Tihanyi Árpád út kórház      | 32 | 2, 2B, 11, 11Y, 13, 13B, 14, 14A, 14B, 16, 25, 32, 34, 36, 37, 38, 38A, 900 1592, 1620, 1708, 1709, 1710, 1714, 1717, 1794 7013, 7014, 7015, 7030, 7031, 7032, 7033, 7034, 7035, 7037, 7038, 7039, 7040, 7041, 7042, 7043, 7044, 7046, 7049, 7050, 7051, 7052, 7914 |
| Győr, 83-as út, Szentlélek templom | 31 | 20Y, 32, 34, 36, 37 1620, 1714, 1717, 1794 7013, 7014, 7015, 7034, 7035, 7037, 7038, 7039, 7040, 7041, 7042, 7043, 7046, 7049, 7050, 7051, 7052 |
| Győr, 83-as út, horgásztó          | 30 | 20Y, 21, 21B 1620, 1714, 1717, 1794 7037, 7039, 7041, 7042, 7046, 7049, 7050, 7051, 7052 |
| Győrszemere, központ               | 29 | 1620, 1714, 1717, 1794 7037, 7042, 7046, 7049, 7050, 7051, 7052, 7914 |
| Győrszemere, felső                 | 28 | 1620, 1714, 1717, 1794 7037, 7042, 7046, 7049, 7050, 7051, 7052, 7914 |
| Tét, Győri út                      | 27 | 1620, 1714, 1717, 1794 7037, 7042, 7046, 7049, 7050, 7051, 7052, 7914 |
| Tét, garázs                        | 26 | 1620, 1714, 1717, 1794 7037, 7038, 7042, 7046, 7049, 7050, 7051, 7052, 7053, 7914, 7991 |
| Tétszentkút, iskola                | 25 | 1620, 1714, 1717, 1794 7037, 7049 |
| Gyarmat, felső                     | 24 | 1620, 1714, 1717, 1794 7037, 7049, 7902 |
| Gyarmat, gecsei elágazás           | 23 | 1620, 1714, 1717, 1794 7037, 7049, 7902 |
| Takácsi, Petőfi Sándor utca        | 22 | 1620, 1714, 1717, 1794 7902, 7904 |
| Takácsi, Kossuth utca              | 21 | 1620, 1714, 1717, 1794 7902, 7904 |
| Pápa, Külső-Győri út               | 21 | 1620, 1714, 1717, 1794 7902, 7904, 7982, 7983, 7986 |
| Pápa, vasúti sorompó               | 20 | 5, 5T 1620, 1714, 1717, 1794 7901, 7902, 7904, 7908, 7936, 7982, 7983, 7986 |
| Pápa, autóbusz-állomás             | 19 | 1, 1A, 1Y, 2, 5, 5T, 6A, 6B, 7, 12, 13, 14, 16, 17 1229, 1251, 1564, 1620, 1663, 1671, 1714, 1717, 1720, 1722, 1794, 1848, 1851 7391, 7701, 7754, 7901, 7902, 7904, 7908, 7912, 7914, 7918, 7920, 7922, 7926, 7927, 7928, 7929, 7932, 7934, 7936, 7939, 7940, 7942, 7944, 7950, 7952, 7953, 7956, 7958, 7963, 7972, 7974, 7982, 7983, 7986, 7987 |
| Pápa, kórház                       | 18 | 1, 1A, 1Y, 2, 6A, 6B, 7A, 8A, 8B, 12, 14 1251, 1620, 1714, 1717, 1720, 1722, 1794, 1851 7391, 7701, 7754, 7912, 7914, 7918, 7920, 7922, 7926, 7927, 7928, 7932, 7934, 7936, 7939, 7940, 7942, 7944, 7952 |
| Pápa, Budai Nagy Antal utca        | 17 | 1, 1A, 1Y, 2, 6A, 6B, 7A, 8A, 8B, 12, 14 1229, 1251, 1620, 1714, 1717, 1720, 1722, 1794, 1848, 1851 7391, 7701, 7754, 7912, 7914, 7918, 7920, 7922, 7926, 7927, 7928, 7932, 7934, 7936, 7939, 7940, 7942, 7944, 7952 |
| Pápa, Veszprémi út                 | 16 | 1, 1A, 1Y, 2, 7A, 8A, 8B, 12, 14, 16 1229, 1251, 1564, 1620, 1714, 1717, 1720, 1722, 1794 7391, 7920, 7922, 7926, 7927, 7928, 7929, 7932, 7934, 7936 |
| Pápa, Hantai út                    | 15 | 1, 8A, 8B, 16 1620, 1714, 1717, 1794 7391, 7926, 7927, 7928, 7932, 7934 |
| Pápa, pápakovácsi elágazás         | 14 | 1, 8A, 8B, 16 1229, 1620, 1714, 1717, 1720, 1722 7391, 7926, 7927, 7928, 7929, 7932, 7934, 7936 |
| Pápa, Erdőgazdasági géptelep       | 13 | 1714, 1717 7932, 7934, 7936 |
| Pápakovácsi, Gyulamajor            | 12 | 1714, 1717 7932, 7934, 7936 |
| Pápakovácsi, autóbusz-váróterem    | 11 | 1620, 1714, 1717, 1794 7928, 7929, 7932, 7934, 7936 |
| Pápakovácsi, gannai elágazás       | 10 | 1714, 1717 7928, 7932, 7934 |
| Kup, autóbusz-váróterem            | 9  | 1620, 1714, 1717, 1794 7929, 7932, 7934, 7936 |
| Kup, bakonypölöskei út             | 8  | 1714, 1717 7932, 7934 |
| Kupi erdő bejárati út              | 7  | 1714, 1717 7932, 7934, 7936 |
| Bakonypölöske, autóbusz-váróterem  | 6  | 1620, 1714, 1717, 1794 7928, 7929, 7932, 7934, 7936 |
| Bakonypölöske, Pityómajor          | 5  | 1714, 1717 7932, 7934, 7936 |
| Noszlop, autóbusz-váróterem        | 4  | 1620, 1714, 1717, 1794 7809, 7929, 7932, 7934, 7936 |
| Noszlop, Nagybogdány               | 3  | 1620, 1794 7929, 7934, 7936 |
| Devecser, autóbusz-állomás         | 2  | 1510, 1620, 1639, 1712, 1794 7396, 7398, 7700, 7701, 7805, 7806, 7807, 7808, 7810, 7811, 7812, 7813, 7814, 7816, 7840, 7842, 7843, 7844, 7846, 7847, 7848, 7852, 7853, 7929, 7934, 7936, 7942 |
| Kolontár, autóbusz-váróterem       | 1  | 7396, 7398, 7810, 7812, 7840, 7842, 7843, 7844, 7846, 7847, 7848, 7852, 7853 |
| Ajka, autóbusz-állomás végállomás  | 0  | 4, 12, 14 1569, 1714, 1717 7376, 7383, 7386, 7387, 7388, 7396, 7398, 7674, 7801, 7802, 7803, 7805, 7806, 7807, 7808, 7809, 7810, 7811, 7812, 7813, 7814, 7816, 7832, 7834, 7835, 7836, 7840, 7842, 7843, 7844, 7846, 7847, 7848, 7852, 7853, 7932 |